# Pierre-Annet de Pérouse
Pierre-Annet de Pérouse (né à Vienne en 1699, mort à Gap le 18 juillet 1763) est un ecclésiastique qui fut évêque de Gap de 1754 à 1763.

## Biographie
Pierre-Annet de Pérouse est le fils de Joseph Pérouse et de Madeleine Gallien, le petit-fils de Mathieu Pérouse et Louise Berger de Moydieu. Par son aïeule paternelle, il est parent de l'évêque de Gap François Berger de Malissoles. 
Il devient conseiller-clerc au Parlement de Grenoble puis chanoine-sacristain de la cathédrale Saint-Maurice de Vienne. Vicaire général de Guillaume d'Hugues, archevêque de Vienne, il est nommé évêque de Gap en 1754, confirmé le 17 février 1755 et consacré en mars suivant dans l'église des Bénédictines de Conflans près de Paris par l'archevêque de Paris. Son épiscopat est marqué par la réforme des chanoines réguliers de Chardavon et l'édition d'un nouveau bréviaire dans lequel il remet en question l'historicité des saints évêques fondateurs du diocèse : les martyrs Eredius et Territus, les saints confesseurs Constantin et Constance, même l'évêque Déméter de Gap (fin du Ier siècle ?) ne trouvent pas grâce à ses yeux et sont exclus du culte.
Il meurt le 18 juillet 1763 après avoir légué ses biens à l'hôpital-général de Gap et à son chapitre de chanoines. Il est inhumé près du tombeau de son grand-oncle.